# Bakwa-Kalonji
Bakwa-Kalonji – miasto w środkowej Demokratycznej Republice Konga, w prowincji Kasai Wschodnie. Według danych na rok 2004 liczyło 58 092 mieszkańców.